# فرانك إتش وو
فرانك إتش وو (بالإنجليزية: Frank H. Wu)‏ هو محامي أمريكي، ولد في 20 أغسطس 1967 في كليفلاند في الولايات المتحدة.